# Carmen Blacker
Carmen Blacker FBA, OST, OBE (Kensington, 13 de julio de 1924 – Cambridge, 13 de julio de 2009) fue una erudita británica del idioma japonés. Fue profesora de japonés en la Universidad de Cambridge. 

## Trayectoria
Sus padres fueron Carlos Paton Blacker y Helen Maud (nacida en Pilkington). Estaba interesada en el japonés, a la edad de 12 años tenía una gramática japonesa y en 1942 asistió a la Escuela de Estudios Orientales y Africanos, donde fue captada para un trabajo de alto secreto. 
Blacker fue reclutada por los descifradores de códigos en Bletchley Park, pero se fue porque no vio ningún beneficio en el trabajo. Le pagaban dos libras por semana porque era una mujer joven. Se encontró con el orientalista y sinólogo Arthur Waley en Bletchley y él la inspiró a aprender chino en su tiempo libre. 
En 1944, organizó clases de japonés para el mayor general Pigott. Después de graduarse en 1947, comenzó sus estudios en Somerville College de Oxford.
Blacker se convirtió en miembro de la Academia Británica. Fue galardonada con el Premio Minakata Kumagusu en 1998. Se casó con su compañero, el erudito chino Michael Arthur Nathan Loewe, en 2002. Ella había conocido a Loewe en Bletchley Park. Murió en un hogar de ancianos de Cambridge en 2009.

## Obra
- 1964 – The Japanese Enlightenment: a Study of the Writings of Fukuzawa Yukichi, 1964.
- 1975 – The Catalpa Bow: a Study of Shamanistic Practices in Japan, 1975; 1986; 1999.
- 1975 – Ancient Cosmologies, 1975.
- 1981 – Divination and Oracles, 1981.
- 2008 – The Straw Sandal, traducción de la novela de Santō Kyōden.